# Noticias Cuatro
Noticias Cuatro es el espacio de noticias de la cadena de televisión española Cuatro. El formato se mantuvo en emisión entre el 7 de noviembre de 2005 y el 17 de febrero de 2019, y reanudó sus emisiones el 29 de enero de 2024.
La dirección de Noticias Cuatro corresponde a Juan Pedro Valentín como director adjunto de Informativos de Mediaset España, reportando directamente a Francisco Moreno, director del área.
La información meteorológica corre a cargo de Meteoralia (también proveedora de Informativos Telecinco). Tras la fusión de Gestevisión Telecinco y Sogecuatro, la empresa filial CINTV (que también producía CNN+) produjo el noticiero de la cadena desde la instalaciones de Prisa TV en Tres Cantos. Desde abril de 2011, tras una reestructuración en recursos técnicos y humanos, los informativos de Cuatro pasaron a ser producidos por Agencia Atlas (posteriormente, Atlas News) en los estudios de Mediaset España en Fuencarral.
El 8 de enero de 2019, Mediaset España anunció que cesaría Noticias Cuatro el 17 de febrero, siendo el primer canal de televisión generalista español en eliminar sus informativos de la parrilla. Sin embargo, estos no fueron eliminados, sino reformulados con un formato nuevo, de modo que Cuatro estrenó Cuatro al día el 18 de febrero un espacio que mezclaría el género informativo con el magacín y que trataría temas de política, deportes, sucesos, economía, denuncias, estilo de vida, cultura, reportajes o meteorología, entre otros. Estos nuevos servicios informativos contarían con ediciones que sustituirían a Noticias Cuatro en su horario habitual de fin de semana y con un magacín vespertino de lunes a viernes.
El 4 de septiembre de 2023, Mediaset España anunció en el FesTVal de Vitoria que el espacio regresaría a principios de 2024, coincidiendo con el estreno de la nueva etapa de Informativos Telecinco. Este regreso se produjo el 29 de enero de 2024.

## Historia

### Noticias Cuatro 1
Esta edición estuvo presentada desde el inicio de Cuatro hasta septiembre de 2006 por "las Martas", Marta Reyero y Marta Fernández.Desde entonces hasta el 22 de enero de 2010, la edición estuvo conducida por Mónica Sanz y Javier Ruiz.
El 25 de enero de 2010, Javier Ruiz abandonó este informativo para ponerse al frente de la edición nocturna, mientras que Manu Carreño ejerce de informador transversal presentando tanto la información general con Mónica Sanz como la información deportiva con Manolo Lama. 
Desde el lunes, 6 de septiembre de 2010, vuelve a ser presentado por Javier Ruiz. El 24 de diciembre de 2010, Javier Ruiz abandona Noticias Cuatro debido a que, tras la fusión de Cuatro y Telecinco, se decide que no continúe al frente de la edición.
Desde el 10 de enero de 2011, tras la llegada de Concha García Campoy a Informativos Telecinco Matinal, Hilario Pino pasa a Cuatro para encargarse de presentar la edición y sustituir a Javier Ruiz.
El 6 de mayo de 2013, Marta Fernández se reincorporó a la primera edición de Noticias Cuatro. Desde el 7 de octubre de 2013, Marta Fernández se encarga de presentar en solitario el informativo.
El 16 de septiembre de 2016, Manolo Lama presenta por última vez Deportes Cuatro, siendo sustituido por Nico Abad junto con Manu Carreño.
Desde el 9 de enero de 2017 hasta febrero de 2019, Carme Chaparro presenta esta edición de Noticias Cuatro.
Desde el 21 de agosto de 2017, Juanma Castaño conduce la edición de mediodía de Deportes junto con Manu Carreño en sustitución de Nico Abad. En julio de 2018, Juanma Castaño presenta su último informativo, poniendo fin de esta manera a su relación con la cadena, a la que llevaba unido desde su origen.
Desde el 29 de enero de 2024 con la vuelta de Noticias Cuatro, Mediaset decide poner al frente de esta edición a Alba Lago, mientras que de esta edición de El Desmarque Cuatro se ocupa Manu Carreño en sustitución de Lucía Taboada y Luis García, que se habían encargado de sustituirle desde septiembre de 2023.

### Noticias Cuatro 2
Desde el inicio de la emisión de Noticias Cuatro hasta el 22 de enero de 2010, los conductores fueron Iñaki Gabilondo y Silvia Intxaurrondo. Desde el 25 de enero hasta el 3 de septiembre de 2010, el espacio es presentado y dirigido por Javier Ruiz y Ane Ibarzábal, con Raúl Ruiz y Nico Abad en los deportes.
Desde el 6 de septiembre de 2010 hasta el 2 de septiembre de 2011 es presentado por Mónica Sanz, primero con Manu Carreño de septiembre a diciembre de 2010 y, posteriormente, entre enero y septiembre de 2011 en solitario.
El 5 de septiembre de 2011, Roberto Arce (procedente de Antena 3 Noticias) se incorpora a la edición nocturna de Noticias Cuatro sustituyendo a Mónica Sanz. Desde el 3 de septiembre de 2012 hasta el 4 de octubre de 2013, el informativo es presentado por Roberto Arce y Mónica Sanz. En este periodo, el bloque de deportes fue presentado por Lara Álvarez.
A partir del 7 de octubre de 2013, el informativo pasa a ser presentado por Hilario Pino y Deportes Cuatro Noche alarga su duración siendo conducido por Jesús Gallego. En julio de 2014 se conoce que Jesús Gallego abandona el grupo y que su sustituto sería Nico Abad que regresaba a Deportes Cuatro. 
Además, ese mismo mes, Mediaset España anuncia la salida de Hilario Pino del grupo y que su sustituto al frente de la segunda edición de Noticias Cuatro sería Miguel Ángel Oliver.
Desde septiembre de 2016, José Antonio Luque, editor y sustituto de Deportes Cuatro Noche, se convierte en presentador titular de dicho informativo en sustitución de Nico Abad, que pasa a la edición deportiva de mediodía con Manu Carreño.
Ane Ibarzábal pasa a presentar con Miguel Ángel Oliver desde el 9 de enero de 2017. Desde el día 23 de ese mes, Ane Ibarzábal comienza a presentar el programa Crónica Cuatro de 19:30h a 20:00h, abandonando así la conducción del informativo dos semanas después de incorporarse.
Desde el 24 de septiembre de 2017 hasta julio de 2020, Nico Abad vuelve a presentar Deportes Cuatro Noche tras la marcha de José Antonio Luque a Telecinco para presentar el bloque de deportes a mediodía. A su vez, éste sustituye a Pablo Pinto, que se traslada al fin de semana en Cuatro.
El martes, 5 de junio de 2018, Miguel Ángel Oliver abandona Mediaset España después de 13 años en Cuatro por la Secretaría de Estado de Comunicación. Ane Ibarzábal le suple desde el miércoles 6 de junio de 2018 hasta el viernes 15 de junio de 2018, y José Luis Fuentecilla desde el lunes 18 de junio hasta el viernes 29 de junio de 2018. Javier Ruiz se reincorpora a esta edición como editor y presentador el lunes 2 de julio de 2018 hasta febrero de 2019.
Desde el 29 de enero de 2024 con el regreso de Noticias Cuatro, Mediaset decide poner al frente de esta edición a Diego Losada y Mónica Sanz. Por su parte, Ricardo Reyes continúa como presentador de El Desmarque Cuatro, puesto que ocupa desde 2020.

### Noticias Cuatro fin de semana
Miguel Ángel Oliver y, desde octubre de 2006, también Marta Reyero, se encargaron de editar y presentar tanto la edición de mediodía (14 horas) como la nocturna (20 horas). José Ramón Pindado y Esther Cervera se encargaron de los deportes hasta 2007, cuando fueron sustituidos por Juanma Castaño y Nico Abad. En 2010, Nico Abad es sustituido por Luis García, tras saltar a la edición nocturna, aunque años después regresaría al fin de semana con Juanma Castaño.
En marzo de 2013, Nico Abad abandona su puesto en Cuatro para abordar nuevas tareas profesionales dentro del mismo grupo de comunicación, siendo sustituido por Luis García.
En julio de 2014 se anuncia el paso de Miguel Ángel Oliver a Noticias Cuatro 2 y la llegada de Roberto Arce como presentador y editor de Noticias Cuatro fin de semana junto a Marta Reyero desde septiembre de 2014.
Desde el 26 de agosto de 2017, Pablo Pinto copresenta con Luis García, Noticias Cuatro Deportes fin de semana en sustitución de Juanma Castaño hasta su marcha en junio de 2022. Desde esa fecha, Luis García presenta en solitario hasta septiembre de 2023.
Desde el 29 de enero de 2024 con la vuelta de Noticias Cuatro, Roberto Arce y Marta Reyero se vuelven a poner al frente de las ediciones de fin de semana, mientras que el presentador de las ediciones de El Desmarque Cuatro es desde septiembre de 2023 Joseba Larrañaga, en sustitución de Luis García.

### Matinal Cuatro
Bajo el nombre "Noticias Matinal Cuatro" se inició un informativo matinal el 17 de septiembre de 2007 de la mano de José Ramón Pindado. Este noticiero daba comienzo a las 07:00 horas finalizando en torno a las 07:40 horas. En él se destacaba la actualidad nacional, internacional, deportiva y meteorológica. Además, las conexiones con la DGT (tráfico), la revista de prensa y la previsión informativa del día fueron, a grandes rasgos, las novedades que respecto a otros configuran este informativo realizado desde la redacción de noticias de Sogecable, donde habitualmente se emitían los informativos de CNN+. Fue retirado de la parrilla de Cuatro el 28 de septiembre de 2008, debido a diferentes causas como la aproximación de la cuota de pantalla de otros informativos de dentro y fuera de la casa y a la compra masiva de series de animación con objetivo del divertimento infantil, medida en detrimento de la información, trasladando su espíritu informativo y prefiriendo una información más transparente, global, seria y de reconocimiento internacional en la Edición Matinal de CNN+. Entre 2007 y 2009, el editor y presentador de este noticiario fue José Ramón Pindado.
El 14 de enero de 2010, la Edición Matinal de CNN+ se convirtió en un magacín informativo de actualidad titulado Matinal Cuatro, que se emitió entre las 7:00 y las 9:30 horas simultáneamente en Cuatro y CNN+ hasta su desaparición en ambas cadenas el 3 de diciembre de 2010. El equipo en esta última etapa estuvo conformado por:
- Directora/presentadora: Ana García-Siñeriz
- Editores: Emilio Garrido (jefe) y Carles García Baena (adjunto)
- Copresentadores: Roger Persiva (Noticias) y Daniel Serrano (Revista de prensa)
- Redactores: Carolina Abellán (Cultura), Óscar Díaz de Liaño (Internacional), María Galán (Nacional), Lidia Camón (Sociedad), Vanesa Sáez (Meteorología) y Marta Soria (Economía)

El 9 de diciembre de 2010, Matinal Cuatro se transforma en Matinal CNN+ para emitir la información continua en el mismo horario hasta el cierre de CNN+.

### Especial Noticias Cuatro
Las ediciones especiales más comunes son reportajes específicos sobre un tema de actualidad. Se han emitido reportajes sobre el yihadismo, el narcotráfico en México, la posesión de armas en Estados Unidos, o el conflicto palestino-israelí en la Franja de Gaza (editados por Jon Sistiaga); la especulación inmobiliaria en España, la crisis económica mundial, el desempleo en España, o los anuarios informativos que fueron tres: 2006, un resumen; 2007, crónica de un año y 2008, la gran crisis, editados por José Luis Fuentecilla.
Asimismo, también suelen emitirse ediciones especiales sobre elecciones celebradas en España o incluso por su repercusión mundial, las elecciones presidenciales de los Estados Unidos.
Por último también se emiten ediciones especiales en prime time cuando Iñaki Gabilondo realiza entrevistas al presidente del Gobierno de España o al líder de la oposición.

### Cuatro por Cuatro
Fue un informativo semanal copresentado por Àngels Barceló, Carles Francino, Iñaki Gabilondo y Jon Sistiaga que se estrenó a principios de marzo de 2006 y permaneció en la parrilla hasta finales de junio de 2006. En él, los cuatro periodistas se turnaban a lo largo de las cuatro semanas de cada mes. Mediante la rotación de presentadores se trataba también de ofrecer diferentes puntos de vista de la actualidad, pues cada uno se encargaba de un formato concreto, a saber: la mirada de Àngels, la entrevista de Iñaki, el reportaje de Jon y el debate de Carles.

### Crónica Cuatro
Programa que contaba las noticias en forma de crónica. Este programa surgió por la falta de audiencia de la cadena y la competencia más directa son los programas informativos. Su principal rival era Más vale tarde de La Sexta.

## Equipo

### Noticias Cuatro 1
- Noticias: Alba Lago
- El Desmarque Cuatro: Manu Carreño
- El tiempo: Flora González
- Edición: Urko Gabilondo, Ana Fraga e Inmaculada Coronel
- Realización: Vanesa Muñoz
- Producción: Almudena Ordóñez
- Suplente de noticias: Lidia Camón

### Noticias Cuatro 2
- Noticias: Diego Losada y Mónica Sanz
- El Desmarque Cuatro: Ricardo Reyes
- El tiempo: Flora González
- Edición: Agustín Pérez Blanco / Miguel Manso de Lucas
- Realización: Aitor Hurtado
- Producción: Javier Miralles

### Noticias Cuatro fin de semana
- Noticias: Roberto Arce y Marta Reyero
- El Desmarque Cuatro: Joseba Larrañaga
- El tiempo: Rosemary Alker
- Edición: Roberto Arce
- Coedición: Eduardo Córdoba Vallet
- Realización: Beatriz Galán
- Producción: Nuria León

## Listado de presentadores

### Noticias
- Alba Lago (2024-actualidad)
- Ana García-Siñeriz (2010)
- Ane Ibarzabal (2006-2014; 2017-2019)
- Carme Chaparro (2017-2019)
- Daniel Serrano (2010)
- David Tejera (2017)
- Diego Losada (2024-actualidad)
- Edurne Arbeloa (2017)
- Hilario Pino (2011-2014)
- Iñaki Gabilondo (2005-2010)
- Javier Ruiz (2006-2010; 2018-2019)
- Manu Carreño (2010)
- Marta Fernández (2005-2006; 2013-2016)
- Marta Reyero (2005-2019; 2024-actualidad)
- Miguel Ángel Oliver (2005-2018)
- Mónica Sanz (2006-2019; 2024-actualidad)
- Roberto Arce (2011-2013; 2014-2019; 2024-actualidad)
- Roger Persiva (2006-2011)
- Silvia Intxaurrondo (2005-2010)

### El Desmarque Cuatro
- Álvaro Montero (2016-2019)
- Andrés de la Poza (2013-2019)
- Danae Boronat (2015-2016)
- Esther Cervera (2005-2007)
- Jesús Gallego (2013-2014)
- José Antonio Luque (2013-2017)
- José Ramón Pindado (2005-2007)
- Joseba Larrañaga (2023-actualidad)
- Juanma Castaño (2005-2017)
- Lara Álvarez (2011-2012)
- Lucía Taboada (2023-2024)
- Luis Alberto Vaquero (2013-2019)
- Luis García (2005-2024)
- Manolo Lama (2005-2016)
- Manu Carreño (2005-2023; 2024-presente)
- M.ª Victoria Albertos (2016-2019)
- Nico Abad (2007-2013; 2014-2019)
- Pablo Pinto (2017-2022)
- Raúl Ruiz (2008-2010)
- Ricardo Reyes (2005-actualidad)

### El tiempo
- Carlos Cabrera (2011-2014)
- Carmen Corazzini (2017-2019)
- Elena Miñambres (2005-2011)
- Flora González (2017-presente)
- Florenci Rey (2005-2011)
- Gema Chiverto (2011-2014)
- Joanna Ivars (2011-2014)
- Laura Madrueño (2014-2019)
- Luz Cepeda (2005-2011)
- Rebeca Haro (2014-2015)
- Rosemary Alker (2014-presente)
- Vanesa Sáez (2005-2011)